# ZX Spectrum
ZX Spectrum var en mikrocomputer der var fremme omkring 1982-1988. Kendetegnet for den første udgave af denne mikrocomputer var dens taster, som både af kritikere og af tilhængere hurtigt blev kaldt for viskelæder-taster. Tasterne var simpelthen af et blødt materiale. Senere kom ZX Spectrum+, som havde et tastatur i stil med Commodore 64 i stedet for gummi-tasterne. ZX Spectrum serien blev udviklet af Sinclar Research Ltd, et firma startet af den engelske opfinder og forretningsmand Clive Sinclair, og fremstillet af Timex i Irland
CPU'en var på 3,5 MHz af typen Zilog Z80A. Den fandtes først i en 16Kb RAM og en 48Kb RAM udgave og senere i en 128Kb udgave. Den skulle tilsluttes et tv, hvor man kunne se 32 x 24 tegn i en opløsning på 256 x 192 pixels. Der var 8 farver til rådighed, hver i to nuancer.
Lyden bestod af 1 kanal med 5 oktaver. I 128K udgaven var der dog 3 kanaler med 7 oktaver.
Til indlæsning af data var der som standard ind- og udgang til kassettebåndoptager og en RS232 bus. Som ekstraudstyr kunne købes 2 interfaces, der gav mulighed for tilslutning af Microdrives (små kassetter med endeløse bånd), joysticks og ROM-kassetter med fx købte spil.
128'eren kunne endvidere tilsluttes eksternt numerisk tastatur samt RS-232, MIDI Out, og RGB-skærm.
En af de karakteristiske ting ved ZX Spectrum er at alle kommandoer lå på tastaturet, og kom frem ved et enkelt tastetryk
Ifølge et interview med Mark Cale fra System 3, solgte The Last Ninja II (1988) 5,5 millioner eksemplarer og Last Ninja III (1991) ca 3 millioner.
I 1986 blev produktserien opkøbt af konkurrenten Amstrad. De lancerede flere modeller, bl.a +2 og +3 der til forveksling lignede deres egne CPC maskiner, med indbygget kassettebåndoptager og diskettedrev.
Produktionen af nye maskiner varede indtil 1992.